# Cortes de Barcelona (1446)
Las Cortes generales catalanas de Barcelona de 1446 fueron convocadas por la reina María de Castilla como lugarteniente del rey Alfonso V el Magnánimo entre 1446 y 1448. 
Estas Cortes coinciden con la problemática de los remesas y, más allá del asuntos a tratar, era la evolución de la revuelta. Por tanto, fueron las negociaciones entre el rey y los remensas el tema principal que ocupó a los diputados.
| Predecesor: Cortes de Tortosa de 1442 | Cortes Catalanas 1446 | Sucesor: Cortes de Barcelona de 1454 |